# Бертон, Пьер Франсис
Пьер Франсис де Мариньи Бертон (англ. Pierre Francis De Marigny Berton; 12 июля 1920, Уайтхорс, территория Юкон — 30 ноября 2004, Торонто, Онтарио) — канадский историк и журналист. Колумнист и редактор журнала Maclean's и газеты Toronto Star, ведущий ряда программ канадского телевидения (в том числе «Шоу Пьера Бертона» в 1962—1973 годах), автор 50 научно-популярных книг по истории. Компаньон ордена Канады (1986), кавалер ордена Онтарио (1992), лауреат более чем 30 литературных наград, включая три премии генерал-губернатора, обладатель звезды на Аллее славы Канады (1998).

## Биография
Пьер Бертон родился в семье Фрэнсиса Джорджа (Фрэнка) Бертона и Лоры Бертон (в девичестве Томпсон). Отец был потомком рода французских гугенотов Бертонов де Мариньи, эмигрировавших в Америку на рубеже XVII и XVIII веков. Он перебрался на территорию Юкон из Нью-Брансуика в 1898 году, в разгар Клондайкской золотой лихорадки. Лора Томпсон, учительница, переехала из Торонто в Доусон в 1907 году. Пьер родился весной 1920 года в Уайтхорсе, где его отец работал в правительственном учреждении; Лоре к этому времени было больше сорока, но спустя 15 месяцев после Пьера она родила ещё одного ребёнка — дочь Люси.
После того как Пьер окончил седьмой класс, семья перебралась с Юкона в Викторию (Британская Колумбия), где он окончил среднюю школу Оук-Бей. В старших классах наиболее интересным для него предметом была история. По окончании школы Бертон два года учился на историка в Колледже Виктории, откуда перевёлся в Университет Британской Колумбии в Ванкувере. Там он с 1939 по 1941 год издавал студенческую газету Ubyssey, одновременно работая как внештатный репортёр ежедневной городской газеты News-Herald. В 21 год перешёл на работу в News-Herald на полную ставку, став самым молодым в Канаде редактором городской ежедневной газеты. С 1942 по 1945 год проходил военную службу, начав её рядовым, а окончив в чине капитана и в должности преподавателя Королевского военного колледжа в Кингстоне.
По возвращении с военной службы работал в газете Vancouver Sun, где провёл два года. В 1946 году женился и прожил с женой, Дженет, почти 60 лет, до самой своей смерти; Дженет была первым редактором ранних книг Бертона и родила ему восемь детей. В 1947 году был приглашён на работу в национальный журнал Maclean’s, владельцев которого привлекла серия статей Бертона о так называемой Долине обезглавленных близ реки Саут-Наханни. В возрасте 31 года Бертон стал ответственным редактором Maclean’s. В это время он рассматривал Торонто как промежуточный этап на пути в Нью-Йорк, где мечтал работать в журналах Life или Saturday Evening Post, однако в итоге дальнейшая его карьера в СМИ развивалась в Канаде.
В 1957 году включён в состав ведущих популярной программы CBC Close-Up и в команду экспертов телевикторины Front Page Challenge (в которой оставался на протяжении 38 лет, пока программа не была закрыта в 1995 году), а со следующего года начал сотрудничество с газетой Toronto Star как колумнист и помощник редактора. Сотрудничество со Star продолжалось до 1962 года, когда Бертон получил собственную программу на телевидении — «Шоу Пьера Бертона» (англ. Pierre Berton Show). Эта передача выходила в эфир до 1973 года. В дальнейшем Бертон выступал как ведущий и сценарист для ряда других телевизионных программ; он играл важную роль на канадском телевидении вплоть до начала 1990-х годов.
Умер в конце 2004 года в Саннибрукском медицинском центре (Торонто) в возрасте 84 лет от осложнений диабета и сердечного заболевания, оставив после себя жену, восемь детей и более десятка внуков.

## Литературное наследие
В 1954 году вышла в свет первая книга Бертона — «Королевская семья» (англ. The Royal Family), представлявшая собой компиляцию из его статей, опубликованных ранее в различных газетах и журналах. На протяжении полувека после этого он издавался в среднем раз в год, в общей сложности выпустив 50 книг, последняя из которых, «Пленники Севера» (англ. Prisoners of the North) — сборник из четырёх биографий, — вышла осенью 2004 года, незадолго до смерти автора.
Важное место в литературном наследии Бертона занимают научно-популярные книги по канадской и военной истории. Первой замеченной критиками исторической работой Бертона стал вышедший в 1958 году «Клондайк» (англ. Klondike), освещавший историю Клондайкской золотой лихорадки. Он вернулся к формату популярной истории в 1970-е годы с книгами, посвящёнными строительству Канадской тихоокеанской железной дороги — «Национальная мечта» (англ. The National Dream, 1970) и «Последний костыль» (англ. The Last Spike,1971). В начале 1980-х годов вышли книги о войне 1812 года — «Вторжение в Канаду» (англ. The Invasion of Canada) и «Пламя по ту сторону границы» (англ. Flames Across the Border). В середине десятилетия Бертон издал «Землю Обетованную» (англ. The Promised Land) о заселении западных провинций Канады и «Вими» (англ. Vimy) о сражении 1917 года, ставшем одной из самых известных битв в истории канадских вооружённых сил. Среди других исторических книг Бертона — «Арктический Грааль» (англ. The Arctic Grail, 1988) о поисках Северо-Западного прохода и пути к Северному полюсу, а также сборники очерков «Моя страна» (англ. My Country, 1976) и «Дикий фронтир» (англ. The Wild Frontier, 1978). Особое место в творчестве Бертона занимал канадский Север — его природа и история исследования и освоения. Одной из ярких работ в этом направлении стала «Зима» (англ. Winter, 1994).
Другой важный компонент в литературном творчестве Бертона — публицистические работы. Коллеги характеризовали его как убеждённого левого либерала. Эти взгляды нашли выражение в книге «Удобная скамья» (англ. The Comfortable Pew, 1965), резко критиковавшей англиканскую церковь. Ещё одна полемическая книга, «Самодовольное меньшинство» (англ. The Smug Minority, 1968), была направлена против смычки большого бизнеса и политики в Канаде. В 1975 году вышла книга «Голливудская Канада» (англ. Hollywood's Canada), темой которой было искажённое изображение Канады в американском кино. Среди книг Бертона также несколько автобиографических (одна вышла в 1973, вторая в 1987 году).

## Признание заслуг
Творчество Пьера Бертона отмечено более чем 30 литературными наградами, в числе которых три премии генерал-губернатора — за 1956 (за книгу «Загадочный север», англ. The Mysterious North), 1958 («Клондайк») и 1972 год («Последний костыль»). В 1960 году удостоен медали Стивена Ликока за литературный юмор (книга «Просто добавить воды и размешать», англ. Just Add Water and Stir). Среди других литературных наград — литературная премия Ассоциации канадских авторов (1981), премия Ассоциации канадских книготорговцев и премия Национального наследия имени Габриэль Леже. Бертон также был двукратным лауреатом канадской телевизионной премии «Нелли» (присуждавшейся Альянсом канадских актёров кино, телевидения и радио) и дввукратным обладателем Национальной газетной премии. В 1994 году он стал первым лауреатом премии Канадского национального исторического общества за «выдающиеся достижения в популяризации канадской истории», в дальнейшем получившей его имя, а в 1998 году — обладателем именной звезды на Канадской аллее славы.
В 1974 году произведён в офицеры ордена Канады, а в 1986 году — в компаньоны ордена Канады (высшая степень этой награды) за свою работу в качестве журналиста, телеведущего и популяризатора канадской истории. В 1992 году стал кавалером ордена Онтарио. Бертону присвоено более десятка почётных академических званий от разных вузов.